# Coliseo El Campín
El coliseo cubierto El Campín fue un escenario deportivo y multiusos situado en Bogotá, Colombia. Fue construido en 1970 y tiene capacidad para 14 000 personas. Está ubicado en la Avenida NQS con Avenida José Celestino Mutis. En 1974 recibió el Premio Nacional de Ingeniería. En 2017 fue remodelado en su totalidad, se conservó la estructura base, las graderías y el techo y en 2018 se reinauguró como el Movistar Arena.

## Reseña histórica
El terreno sobre el cual está construida la Unidad Deportiva El Campín fue donado por Leonilde Matiz de Camacho y Luis Camacho Matiz, esposa e hijo de Nemesio Camacho, el 9 de diciembre de 1937.
El 26 de mayo de 1959 el Concejo de Bogotá ordena la construcción del Coliseo Cubierto El Campín. El 27 de enero de 1967, se establece el impuesto al aparato telefónico con el fin de captar dineros para la construcción del Coliseo Cubierto El Campín y se crea el Fondo de Desarrollo Popular Deportivo y de Cultura del Distrito Especial de Bogotá para que administre los dineros y lleve a cabo la obra. 
El 21 de junio el Concejo de Bogotá ordena la inmediata construcción del Coliseo Cubierto. El 26 de septiembre el Fondo Popular Deportivo y de Cultura del Distrito Especial de Bogotá abre la licitación para la cimentación del Coliseo Cubierto.
Tanto el proyecto, como el diseño y los cálculos estructurales se adjudican al ingeniero colombiano Guillermo Gonzalez Zuleta. En enero de 1968 la obra de pilotaje y cimentación está en plena realización. 
El 7 de diciembre se dicta la Ley 47 por la cual se autoriza al presidente de la República para crear impuestos adicionales con destino exclusivo al fomento del deporte, preparación de deportistas, construcción de instalaciones deportivas entre otros y se crean las Juntas Administradoras para fondos que se recauden por concepto de tales gravámenes. 
En 1969 el Fondo Popular Deportivo y de Cultura del Distrito Especial de Bogotá, por intermedio de la Secretaría de Obras Públicas abre licitación para la construcción de la superestructura del Coliseo Cubierto. En 1970 la Presidencia de la República, la Alcaldía de Bogotá y la Junta Administradora de Deportes proponen el Plan Maestro de Recreación y Deportes de Bogotá.
El coliseo fue construido por la firma Coral conformada por los ingenieros Jorge Enrique Alvarado Cañón, Germán Lobo Guerrero y Oscar Reveiz. El diseño y cálculos estructurales fueron ejecutados por la firma Guillermo González Zuleta & Cia. Ltda. Los ingenieros fueron galardonados con el Premio Nacional de Ingeniería en 1974 otorgado por la Sociedad Colombiana de Ingenieros.
El 1 de mayo de 1973, el Coliseo Cubierto "El Campín" es inaugurado por el entonces presidente de la República, Misael Pastrana Borrero. En 1978 el Concejo de la ciudad dicta el Acuerdo 4 y crea el Instituto Distrital para la Recreación y el Deporte "IDRD" y dispone que los bienes administrados por el Fondo Rotatorio de Espectáculos Públicos como la Unidad Deportiva "El Campín" deben pasar a manos de IDRD y se facultó al Alcalde Mayor para formalizar el traspaso.
Entre 1996 y 2008 el Coliseo fue rentado a la Misión Carismática Internacional.
En 2011, tras 16 años de arriendo al sector privado, el coliseo volvió a la administración del Distrito. En el Concejo de Bogotá se informó al IDRD el 19 de enero de 2011 que el escenario requería reforzamiento y mejoras técnicas que obligan a reducir su capacidad y recomendaron por lo tanto al distrito la demolición del escenario, para la construcción de unas nuevas instalaciones para la ciudad.
Ante la posibilidad de su demolición algunos ciudadanos se opusieron, manifestando que la construcción tiene un importante valor arquitectónico e histórico para la ciudad. Dadas estas circunstancias, el Distrito contrató unos estudios técnicos y de factibilidad que ayudarían a tomar una decisión al respecto.
En 2017 se tomó la decisión de remodelar el coliseo cubierto Movistar Arena Bogotá, que consevo la estructura, las graderías y el techo de El Campín.

## Galería

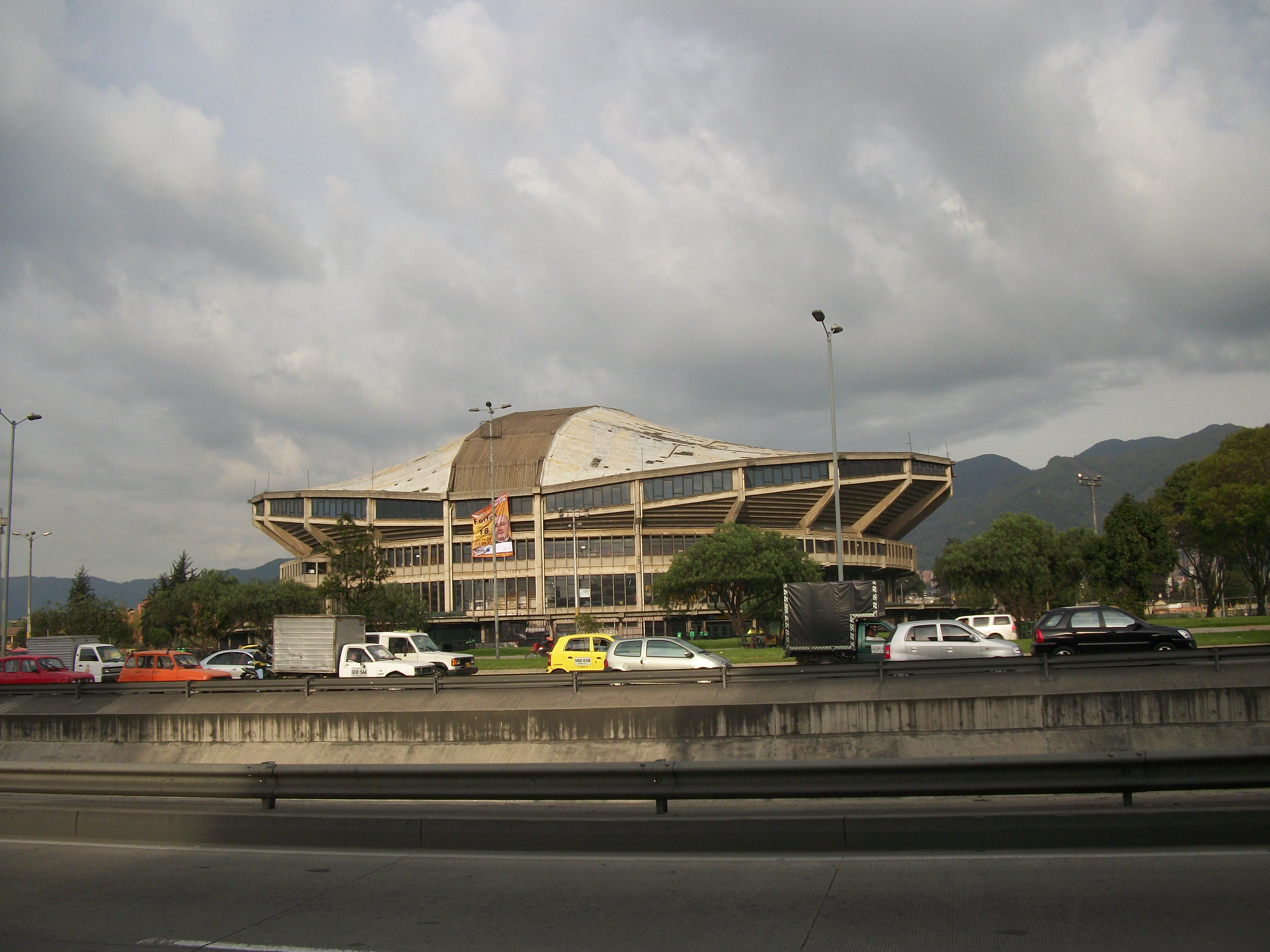
El coliseo desde la avenida NQS
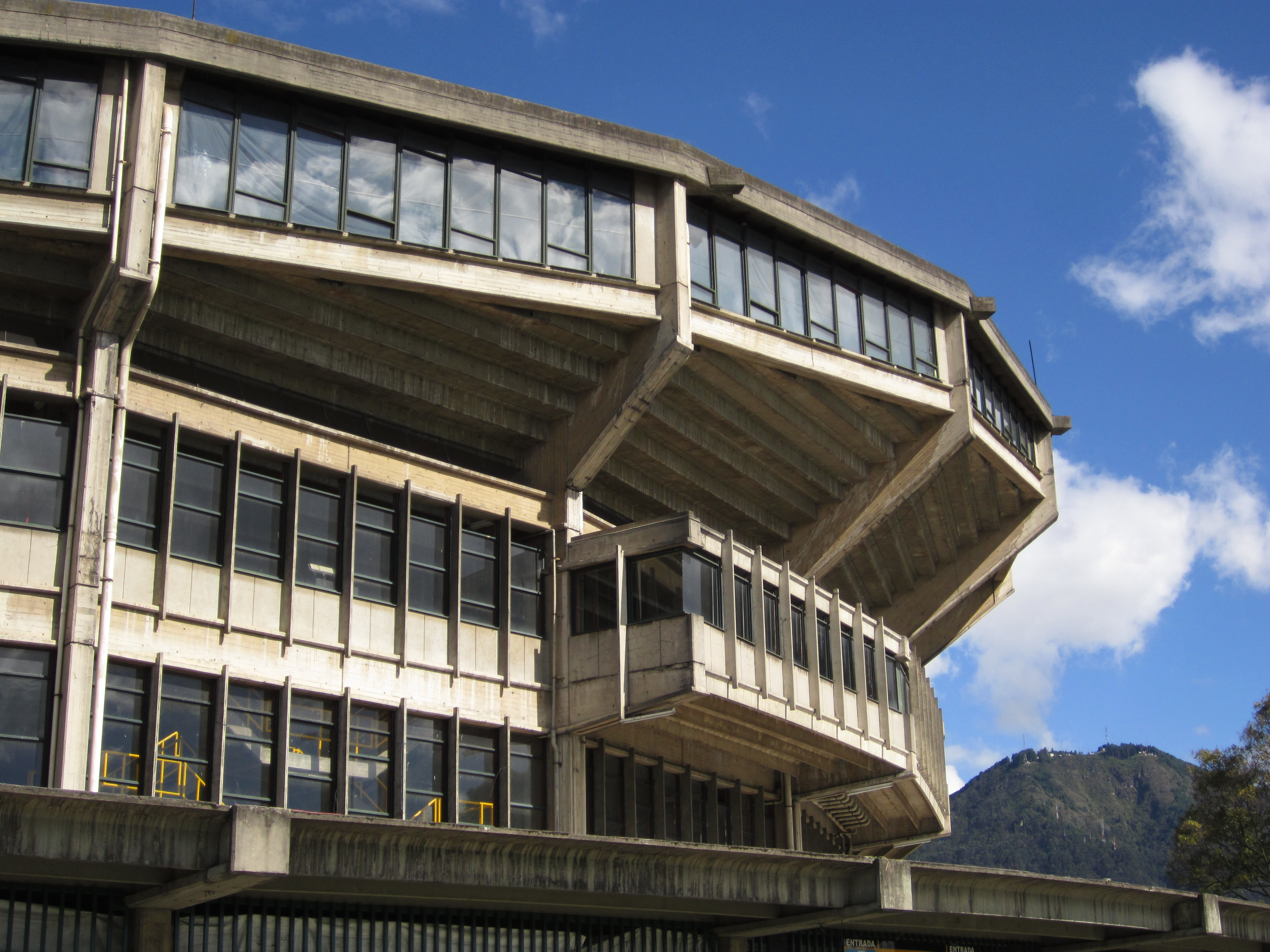
Detalle exterior
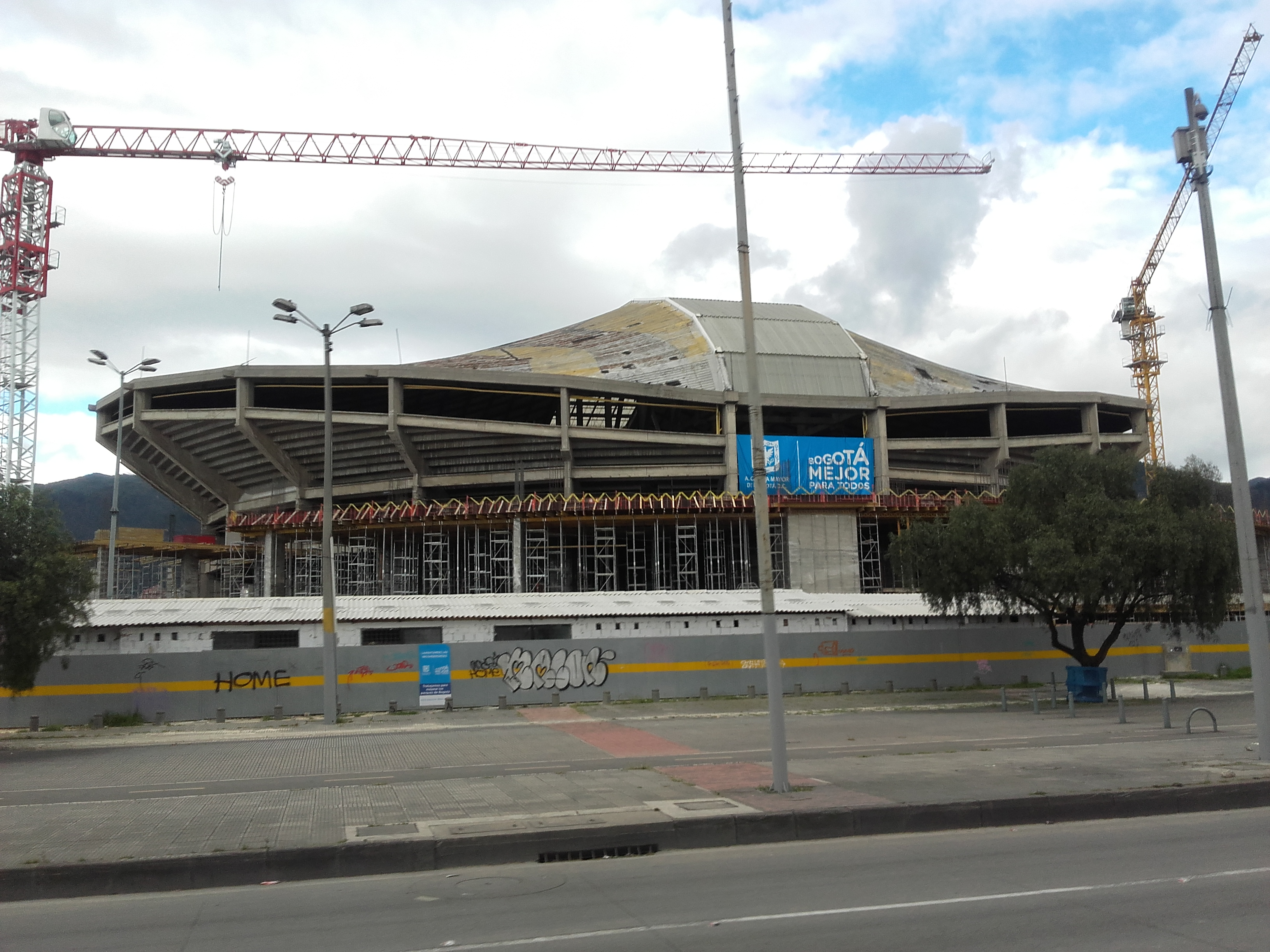
Demolición en 2017